# San Martino sulla Marrucina
San Martino sulla Marrucina è un comune italiano di 864 abitanti della provincia di Chieti in Abruzzo.

## Storia
Il nome del paese, presente per la prima volta in documenti risalenti all'XI secolo, si origina dall'unione del nome del santo protettore dei cavalieri (la cittadina odierna si è infatti originata da un antico castello edificato in epoca longobarda, presumibilmente tra IX e X secolo) e dalla Marrucina, strada di origine preromana che si snoda proprio al di sotto del colle dove sorge la cittadina e che conduce a Chieti, l'antica Teate capitale del popolo dei Marrucini. L'odierna denominazione è stata attribuita nel 1863, per eliminare dopo l'Unità d'Italia i problemi con altre cinque cittadine omonime del Regno delle Due Sicilie.
In periodo imperiale sorgevano sul territorio comunale alcune ville romane, anche nella contrada di Piano Palomba - Colle di Paolo. Nel X-XI secolo è avvenuto l'incastellamento della comunità, che si è trasferita sulla collina dell'odierno centro storico, all'interno di un castello andato nel tempo distrutto. Nel XI secolo ricade sotto il controllo di Tresidio di Bucchianico, per poi rimanere per secoli sotto il controllo diretto di Chieti. Nel XIII secolo iniziò a svilupparsi a valle del castrum il borgo fortificato che nel XVII secolo aveva raggiunto la sua massima espansione, con la porta monumentale di "Porta da Piedi".. Dal XVII, per oltre 150 anni, è stato feudo della famiglia ortonese dei De Pizzis (che si fregiò del titolo nobiliare di Marchesi di San Martino, concesso dal Re a Barcellona) e successivamente dei Tambelli di Vasto.
A partire dal XVI secolo si sviluppa nella cittadina la figura caratteristica del polveriere: secondo un'antica e segreta ricetta tramandata di padre in figlio, realizzava — all'interno di grotte scavate nel terreno sabbioso del centro storico e il cui accesso era segreto — polvere pirica secondo una formula basata sul carbone di vite. Il polveriere era soprattutto un commerciante che vendeva polvere di contrabbando e un artigiano. Verso la fine del XIX secolo alcuni polverieri divennero maestri pirotecnici.
Nel 1867 nella cittadina è già stato fondato il pastificio Masciarelli, che dall'inizio del XX secolo trasferì la propria sede a Pratola Peligna, in provincia dell'Aquila. Essendo il crovello (un setaccio a maglie di ferro e poi di ferro acciaioso) uno degli strumenti prodotti in gran numero nella cittadina nel XIX secolo, San Martino sulla Marrucina è ritenuta la patria dell'odierna "chitarra da pasta".

### Simboli
Lo stemma e il gonfalone sono stati concessi con decreto del presidente della Repubblica del 29 maggio 1995.
Il gonfalone è un drappo partito di bianco e di rosso.

## Monumenti e luoghi d'interesse

### Architetture religiose

#### Chiesa di San Cristinziano
La chiesa risale al X secolo ed era la pieve dell'antico castello. La chiesa fu restaurata ampiamente nel XIX secolo, ricostruita poi in parte dopo i danneggiamenti subiti durante la seconda guerra mondiale. La facciata è a mattoni a vista mentre i portali in pietra, il principale e i laterali, sono opera di Felicetto Giuliante. Il corpo centrale è terminante con un timpano. L'ingresso è consentito dai tre portali, uno per corpo. Il campanile, a base quadrata e che anticamente era una torre civica, ricostruito in parte dopo la Seconda Guerra Mondiale, è suddiviso in più livelli da cornici marcapiano ed è sito sulla sinistra della facciata. La pianta della chiesa è tripartita, sul modello basilicale. Non presenta absidi. La parte occidentale dell'edificio ha un locale interrato, detto "succorpo", che ha subito pesanti rimaneggiamenti nel corso dei secoli, con un ultimo restauro nel 2019, diventando cappella feriale. Fino ai lavori di recupero e di restauro necessari dopo i gravi danni subiti durante il conflitto mondiale era possibile accedere al succorpo tramite due rampe di scale poste alla base dei pilastri lungo la navata centrale. Le volte presentano affreschi realizzati da Ferdinando Palmerio da Guardiagrele, mentre all'interno dell'edificio sacro si trova la tela del XVI secolo "La Madonna del Rosario" e l'ovale ottocentesco - collocato nella navata di destra - de "Lo Sposalizio di san Giuseppe".
Chiesa della Madonna del colle
Costruita per volontà del popolo di San Martino nel 1826 (in ricordo del primigenio ed omonimo edificio, che sorgeva sulla collina retrostante, censito già nel XIV secolo e crollato nel XIX secolo) consta di una facciata semplice, in parte intonacata e in parte rivestita con lastre in pietra lavorate prima dagli scalpellini di Manoppello e poi da quelli di Pennapiedimonte; termina con un timpano. Ha un campanile a vela, posto sulla sommità della facciata.
Chiesa di S. Rocco
L'edificio sacro è stato edificato alla fine del XIX secolo.La facciata è intonacata e decorata in finto marmo. Il portale è inquadrato da lesene ed è sormontato da un timpano triangolare. Altre due lesene sono ai lati della facciata. La facciata termina con un timpano più grande con cornice dentellata.

#### Ex chiesa di San Martino
Dai documenti si sa che è stata edificata nel 1100, dipendente dal vicino ed omonimo monastero benedettino; nel 1919 una tempesta di vento fece crollare il campanile sulla struttura, distruggendola. In particolare andò perduto il ciborio del 1151, attribuito in parte dal Gavini a maestro Nicodemo; una lapide in cui appare il nome di questo artista è stata recuperata da Francesco Verlengia ed è stata in seguito riportata nella cittadina ed esposta nel municipio.

### Altri monumenti

#### Monumento ai caduti
Statua bronzea raffigurante un soldato. Il monumento è stato realizzato nel 1926 anche grazie al contributo inviato dagli emigrati martinensi negli Stati Uniti, così come riportato in una lapide affissa sul muro di un'abitazione nelle vicinanze.
Monumento agli alpini
Blocco monolitico di marmo con un'edicola, con all'interno una statua raffigurante la Madonna ed un cappello pennato degli alpini in bronzo posto in alto a destra.
Monumento alle vittime civili di guerra
Opera realizzata nel 2002 e costituita da una struttura a calice contenente quattro blocchi in pietra della Maiella, su cui sono raffigurate scene di vittime della guerra, opera di Giustino Spoltore.

#### Grotta della neve
La grotta, scavata nell'arenaria ad inizio XVIII secolo, fu usata sino agli inizi del XX secolo per produrre clandestinamente polvere da sparo, poi venduta in varie regioni d'Italia. Negli anni 1930 è stata usata per pochi anni come neviera, e negli anni 1950 viene a metà riempita con i resti dei bombardamenti della Seconda guerra mondiale. Nel 2016 sono stati completati lavori di recupero con l'installazione di illuminazione e pannelli informativi.
Culla delle comete
Opera in metallo e onice realizzata dall'artista Clodoveo Masciarelli, inaugurata nel 2021 e collocata nella piazza della Circonvallazione Ovest, si ispira alla Nube di Oort e vuole sancire il legame tra la cittadina e l'astronomia: San Martino sulla Marrucina infatti ha un pianetino ad essa dedicato, il Marrucino, scoperto dal martinese Giovanni De Sanctis.

## Società

### Evoluzione demografica
Abitanti censiti

### Tradizioni e folclore
Santi sposi
Rievocazione dello sposalizio tra la Madonna e San Giuseppe. L'evento - che si svolge ogni 23 gennaio, consiste in un matrimonio figurato con le due statue una di fianco all'altra portate in corteo. Durante la cerimonia religiosa è possibile rinnovare le promesse di matrimonio e benedire le fedi, mentre al termine della processione vengono donati ai visitatori confetti benedetti.
Le farchie in onore di Sant'Antonio abate
Nella notte tra il 16 e il 17 gennaio vengono accese le farchie, enormi pire di canne, sapientemente creata secondo antiche tradizioni. Attorno alla pira, al suono della musica folkloristica, vengono distribuite bevande e dolci. Queste costruzioni sono tipiche anche delle vicine cittadine di Casacanditella e Fara Filiorum Petri: in quest'ultimo borgo l'evento è molto sentito e si svolge la Festa delle farchie.
San Giuseppe
La festa dell'attuale patrono cittadino si svolge ogni 18 e 19 marzo. Durante la questua, precedente ai giorni della festa, un comitato laico distribuisce vino benedetto. Il 18 marzo vi è la tradizione dell'Esposizione, in ricordo del miracoloso intervento del Santo contro le truppe napoleoniche nel 1799. Durante la festa patronale viene esibita anche l'antica croce processionale di Pietro Paolo Gallucci e viene donato ai fedeli il pane benedetto di S. Giuseppe.
Primo week end dopo il Ferragosto
La Madonna del Colle e la Processione delle Torciere sono un'antica tradizione religiosa che si tiene la prima domenica successiva al Ferragosto. La festa religiosa caratterizzata dal culto della Beata Vergine e dall'antica tradizione delle "Torciere", ragazze che portano donativi di cera presso l'edificio mariano. Sino agli anni 1960 nella notte della festa si teneva anche la tradizione del Bbongiorno, risalente al medioevo, durante la quale venivano rivolti stornelli satirici durante la notte a varie personalità o famiglie della cittadina.

## Economia
La viticoltura e la produzione di vino hanno un ruolo prevalente. Ha sede nel Comune l'azienda vitivinicola di rilievo nazionale Masciarelli, fondata nel 1981.
San Martino sulla Marrucina è associato all'associazione nazionale "Città del Vino".

## Amministrazione
| Periodo        | Periodo        | Primo cittadino             | Partito                                                                    | Carica  | Note          |
| -------------- | -------------- | --------------------------- | -------------------------------------------------------------------------- | ------- | ------------- |
| 6 giugno 1993  | 13 maggio 2001 | Di Renzo Ennio              | Democrazia Cristiana (1993-1997) Lista civica di centro-destra (1997-2001) | Sindaco | [ 15 ] [ 16 ] |
| 14 maggio 2001 | 28 maggio 2006 | Giandonato Settembrino      | Lista civica                                                               | Sindaco | [ 17 ]        |
| 29 maggio 2006 | 15 maggio 2011 | Giandonato Settembrino      | Lista civica                                                               | Sindaco | [ 18 ]        |
| 16 maggio 2011 | 4 giugno 2016  | Giammarino Luciano          | Lista civica Uniti per San Martino sulla Marrucina                         | Sindaco | [ 19 ]        |
| 5 giugno 2016  | 3 ottobre 2021 | Giammarino Luciano          | Lista civica Passione Comune                                               | Sindaco | [ 20 ]        |
| 4 ottobre 2021 |                | Masciarelli Pierino Antonio | Lista civica Tradizione e Futuro                                           | Sindaco |               |